# Ampulex tridentata
Ampulex tridentata är en  stekelart som beskrevs av Kazuhiko Tsuneki 1982. Ampulex tridentata ingår i släktet Ampulex och familjen Ampulicidae. Inga underarter finns listade i Catalogue of Life.